# Stravaganzza
Stravaganzza är ett spanskt metalband, grundat i Madrid år 2004. Musiken är en kombination av gothic metal, doom metal, death metal och black metal med tungt orkestrerad symphonic metal, progressive metal och power metal.

## Medlemmar
Senaste medlemmar
- Leo Jiménez – gitarr, sång (2003–2010, 2017– )
- Pepe Herrero – sologitarr, keyboard (2003–2010, 2017– )
- Carlos Expósito – trummor (2006–2010, 2017– )
- Patricio Babasasa – basgitarr (2006–2010, 2017– )

Tidigare medlemmar
- Dani Pérez – trummor (2003–2006)
- Edu Fernandez – basgitarr (2003–2006)

Livemedlemmar
- Fernando Martín – keyboard (2004–2010)
- Rodrigo Calderón – fiol (2005–2010)
- Aroa Martín – sång (2007–2010)
- Noemí Pasca – dans (2006–2010)
- Merche Guerra – dans (2006–2010)
- Soraya Martín – dans (2006–2010)
- Natalia Barrios – kroppsmålning, dans (2006–2010)
- Migueloud (Miguel Ángel) – gitarr (2017– )

## Diskografi
Studioalbum
- Primer acto (2004)
- Sentimientos (2005)
- Requiem (2007)
- Raíces (2010)

EP
- Hijo del miedo  (2006)

Singlar
- "Que Te Follen" (2010)
- "Sin Amar" (2010)

Samlingsalbum
- The Best Of (2010)